# Supercoppa turca 2023 (pallavolo femminile)
La Supercoppa turca 2023, 14ª edizione della supercoppa nazionale di pallavolo femminile, si è svolta l'11 ottobre 2023: al torneo hanno partecipato due squadre di club turche e la vittoria finale è andata per la quinta volta al VakıfBank.

## Regolamento
La formula ha previsto una gara unica.

## Squadre partecipanti
| Squadra    | Qualificazione                      |
| ---------- | ----------------------------------- |
| Fenerbahçe | Vincitrice Sultanlar Ligi 2022-23   |
| VakıfBank  | Vincitrice Coppa di Turchia 2022-23 |

## Torneo
| 11 ottobre 2023 Burhan Felek Spor Salonu, Istanbul Durata: 2h:09 - Spettatori: 5 000 | VakıfBank | 3 - 2 | Fenerbahçe | 25-23, 22-25, 25-22, 23-25, 12-15 |